# Ли, Майк
Майк Ли (англ. Mike Leigh; род. 20 февраля 1943 года) — британский кинорежиссёр, лауреат многочисленных премий.

## Биография
Родился в еврейской семье, сменившей фамилию с Либерман на Ли. Родители происходили из семей осевших в Манчестере иммигрантов из Российской империи, его отец Альфред Эйбрахам Либерман (англ. Alfred Abraham Lieberman, 1914—1985) был врачом. Выпускник Королевской академии драматического искусства, Ли в конце 1960-х считался многообещающим театральным актёром. Он долгое время колебался между телевидением и кино, не имея успеха ни в одной из этих областей. Долгожданное признание принесли ему фильмы «Высокие надежды» (1988) и «Обнажённые» (1993, приз за лучшую режиссуру на Каннском фестивале).
В 1996 году его семейная драма «Тайны и ложь» выиграла «Золотую пальмовую ветвь», а исполнительнице главной роли был присуждён «Золотой глобус». Восемь лет спустя Ли уехал с Венецианского фестиваля с «Золотым львом» за гораздо более пессимистическую картину «Вера Дрейк», которая позднее была отмечена несколькими номинациями на «Оскар».
В 2008 году Ли прочили главную награду Берлинского кинофестиваля за комедию «Беззаботная», однако дело ограничилось «Серебряным медведем» лучшей актрисе. Выиграй он «Золотого медведя», Майк Ли стал бы единственным ныне живущим обладателем главных наград всех трёх наиболее престижных кинофестивалей мира.
Ли часто сравнивают с Кеном Лоучем, что, по мнению самого режиссёра, не совсем верно в силу отсутствия в его картинах политической составляющей. Избегая сенсационной подачи и не впадая в мелодраму, Ли уверенно разрабатывает темы человеческих отношений между обычными, ничем не примечательными людьми, зачастую принадлежащими к рабочему классу.

## Личная жизнь
- Жена (1973—2001) — Элисон Стедман. Фактически супруги расстались в 1995 году[10][11]. Сыновья Тоби (род. 1978) и Лео (род. 1981).

На протяжении долгого времени его спутницей является актриса Мэрион Бэйли (англ.).

## Фильмография

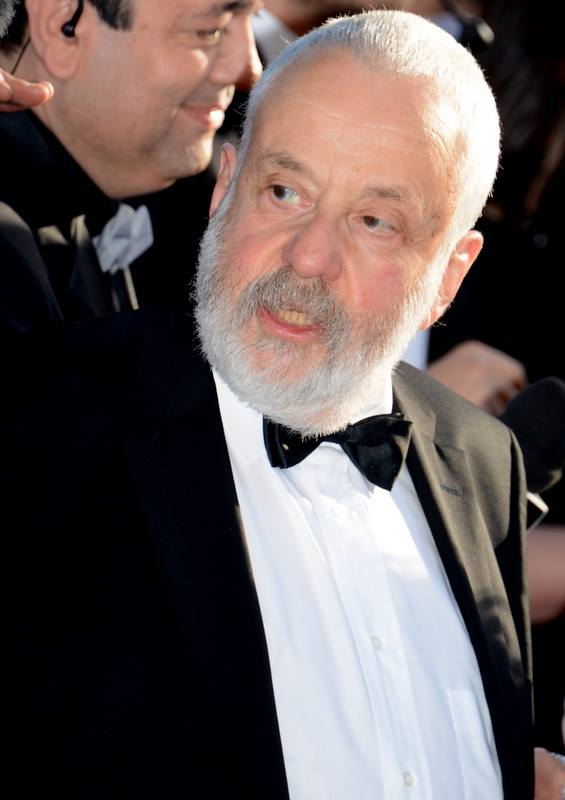
Майк Ли на 67-м Каннском кинофестивале, май 2014 года

- 1971 — Безрадостные мгновения / Bleak Moments
- 1976 — Сумасброды / Nuts in May
- 1977 — Поцелуй смерти / Kiss of Death
- 1984 — Тем временем / Meantime
- 1987 — Короткая стрижка и кудри / The Short & Curlies
- 1988 — Высокие надежды / High Hopes
- 1990 — Сладости жизни / Life Is Sweet
- 1992 — Смысл истории / A Sense of History
- 1993 — Обнажённая / Naked
- 1996 — Тайны и ложь / Secrets & Lies
- 1997 — Карьеристки / Career Girls
- 1999 — Кутерьма / Topsy-Turvy
- 2002 — Всё или ничего / All or Nothing
- 2004 — Вера Дрейк / Vera Drake
- 2008 — Беззаботная / Happy-Go-Lucky
- 2010 — Ещё один год / Another Year
- 2014 — Мистер Тёрнер / Mr. Turner
- 2018 — Петерлоо / Peterloo